# アマンタカ
アマンタカ（英語: Amantaka、ラーオ語: ອາແມນດາ）は、ラオスの古都ルアンパバーン郡にあるホテル。ホテル名の由来はサンスクリット語で「平和」を意味するアマン（Aman）と、上座仏教の教書で「仏陀の教え」を意味するトリピタカ（Tipitaka）のタカ（taka）である。建物はフランス植民地様式で、元々はラオス王国のブン・コーン王子の邸宅として1923年に建築された。開業の翌年にはアメリカの大手雑誌「コンデナスト・トラベラー」で紹介されている。経営元はアマンリゾーツ。

## 概要
ホテルの構造は高さが低く、屋根を支えるための柱が広幅に設置されている。館内は庭園に囲まれている。伝統的なラオスの習慣や実践を定期的にゲストに教えるため、専属の文化アドバイザーが駐在している。全客室がスイートルームであり、一部の部屋はプールが備えられている。ダイニングルームでは直営の農園で採れた食材を使ったラオス料理やフレンチが味わえる。伝統的なスパや工芸品店が設置されている。

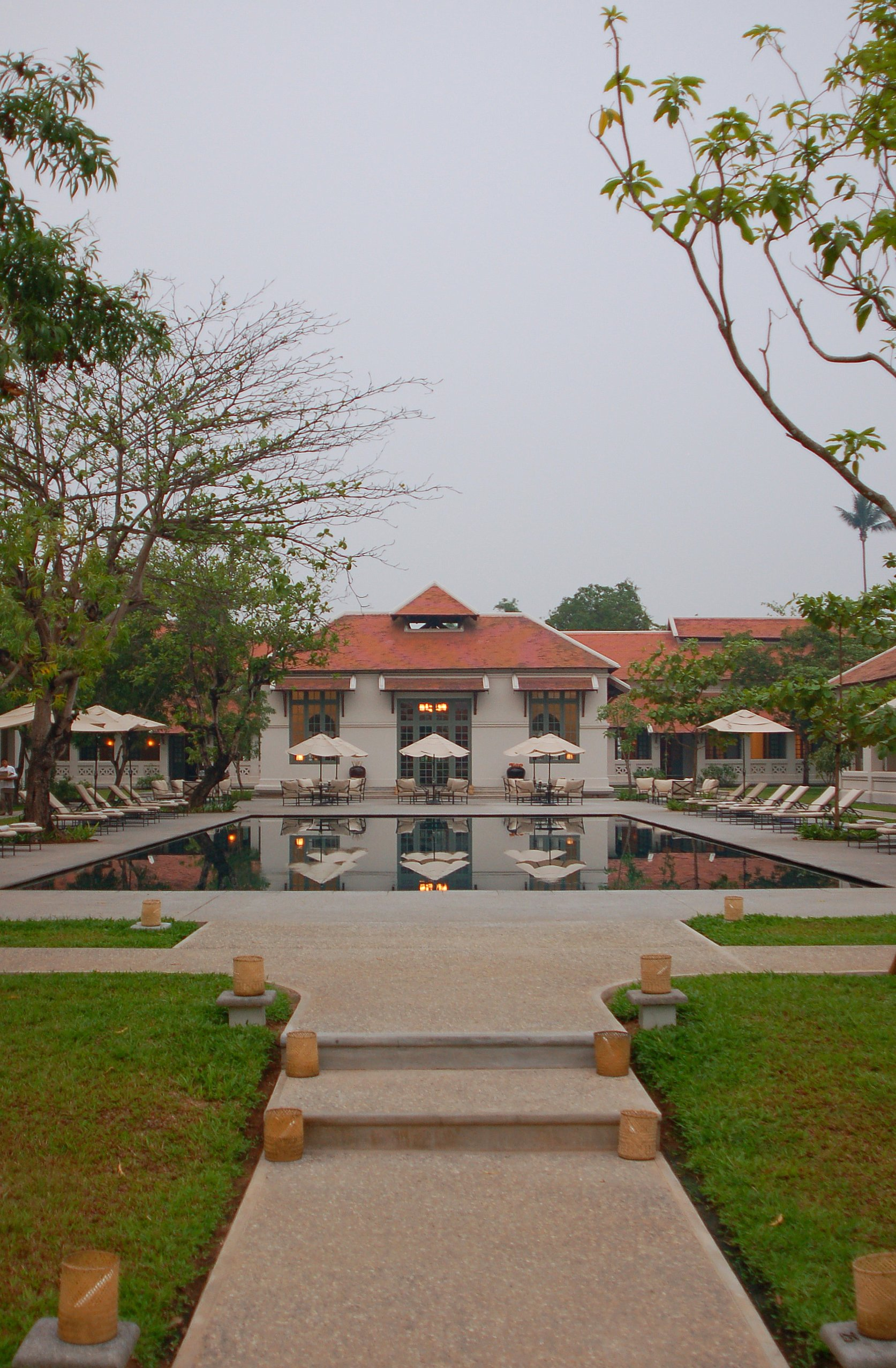
ホテル
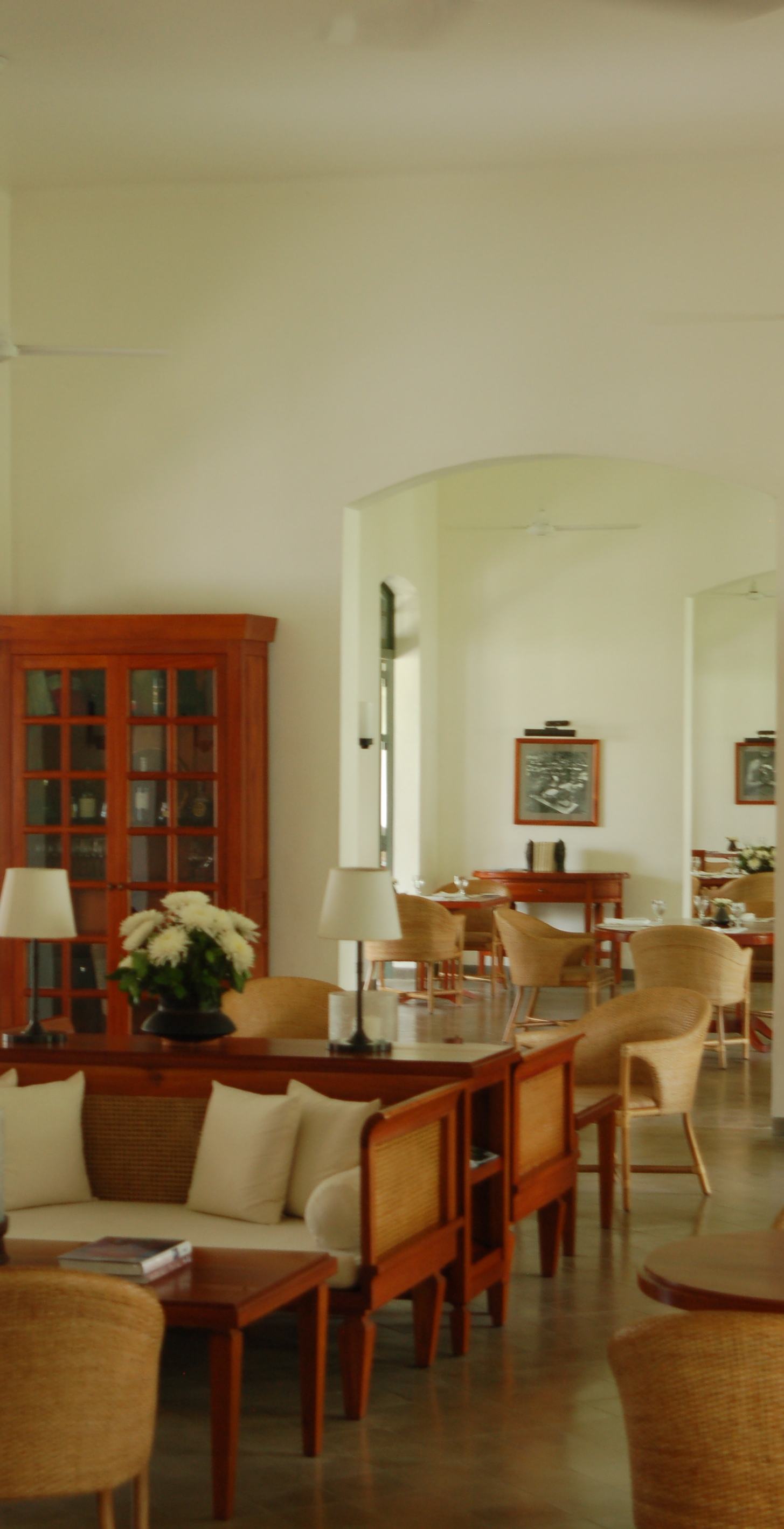
ラウンジ
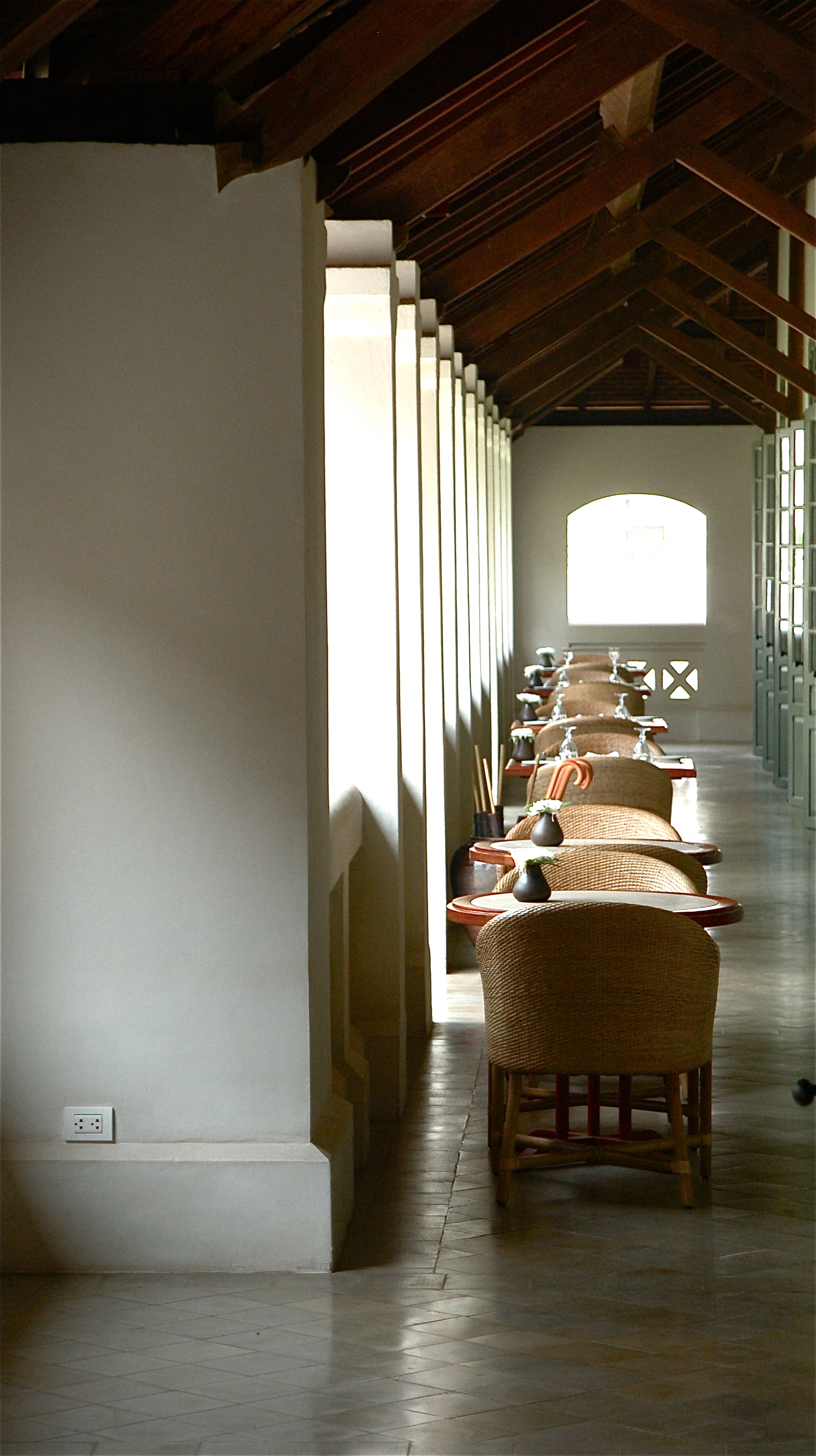
レストラン
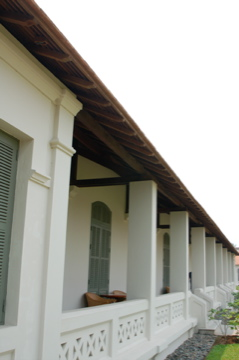
外壁
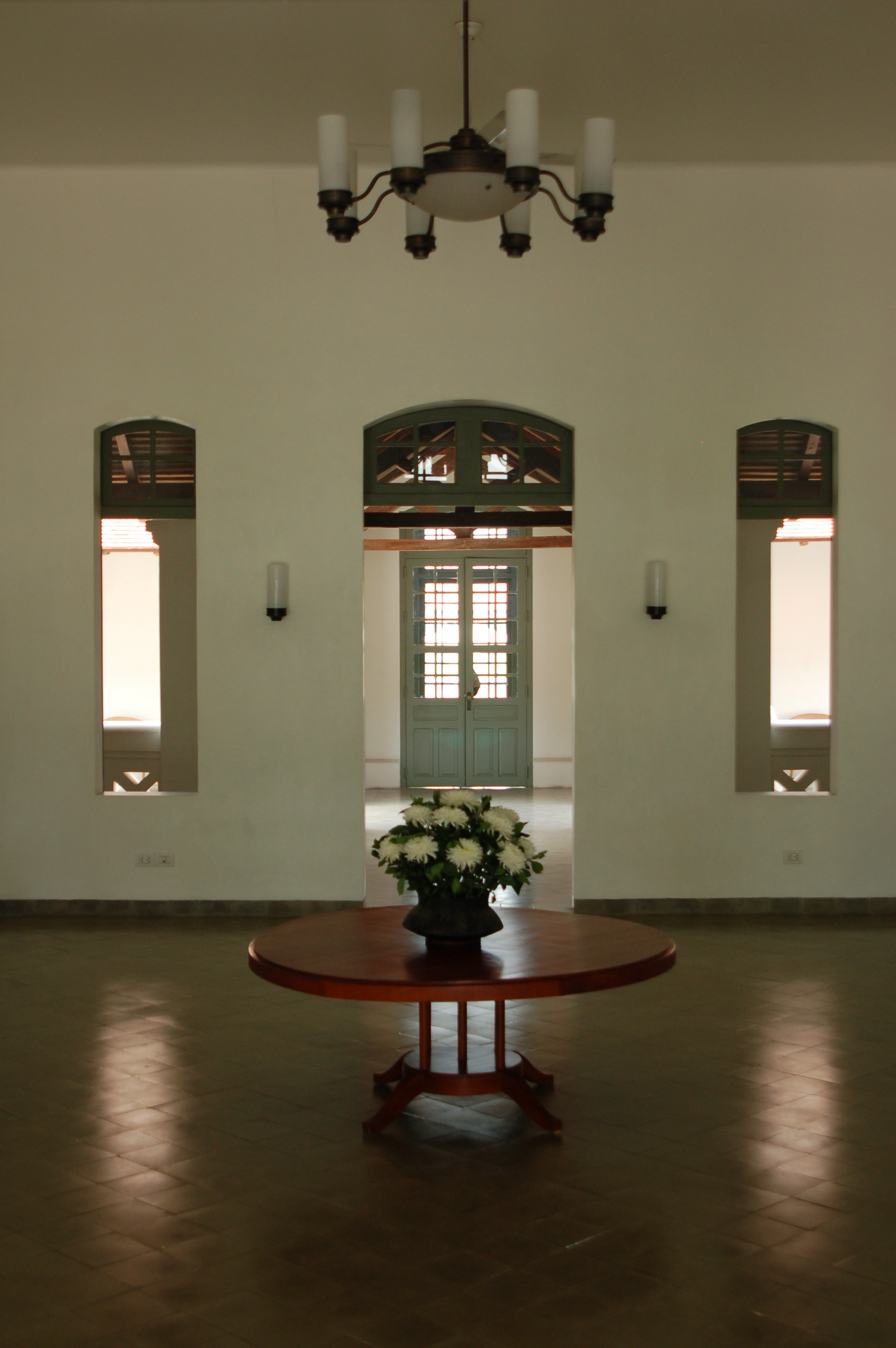
ロビー
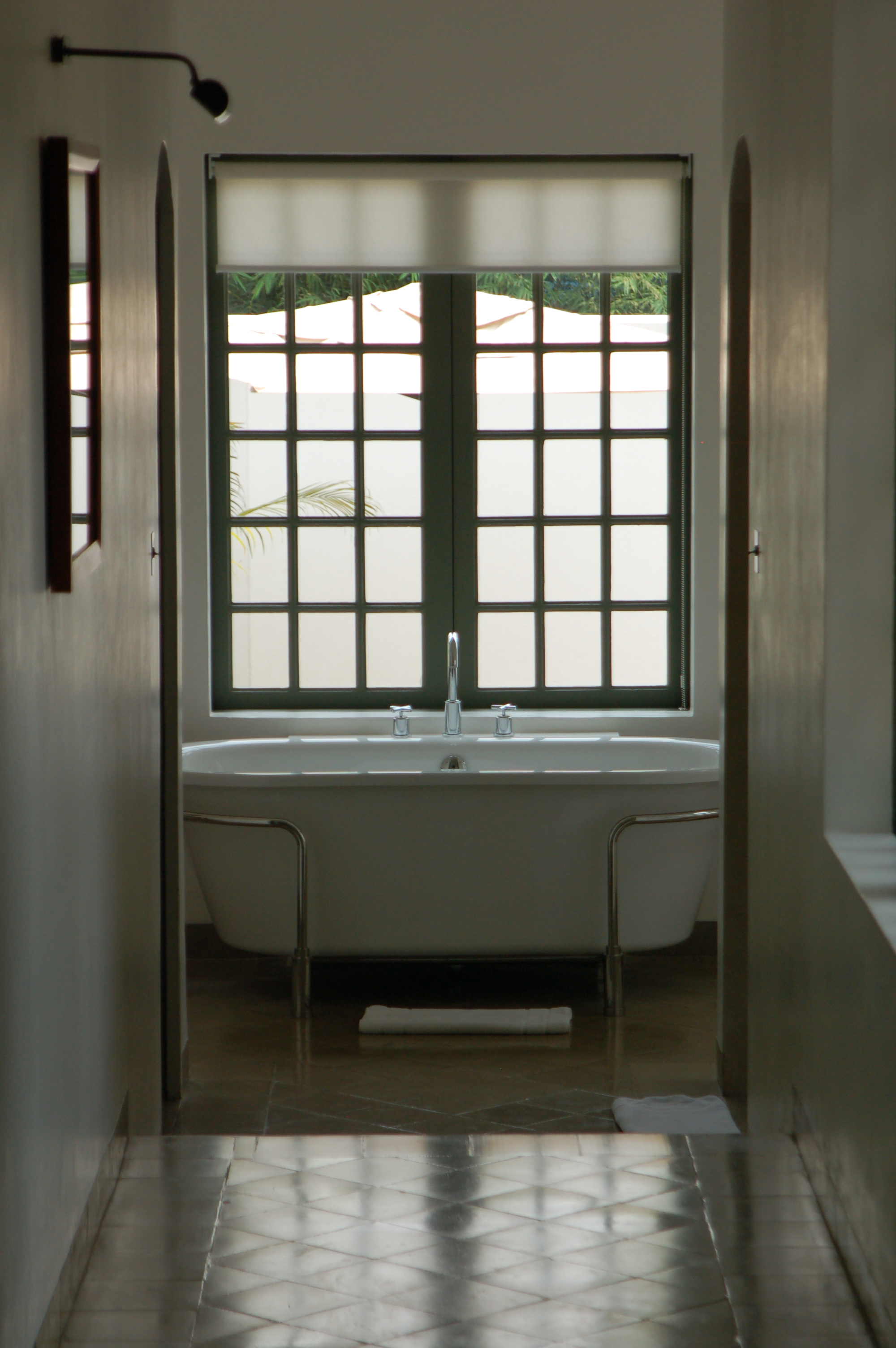
浴室

## 交通アクセス
- ルアンパバーン国際空港から車で10分。